# Marsilieni, Ialomița
Marsilieni este un sat în comuna Albești din județul Ialomița, Muntenia, România.